# Johannes Huldrich Ragor
Johannes Huldrich Ragor oder Johann Ulrich Ragor (auch Hans Huldrich Ragor; * 12. Oktober 1534 in Windisch AG; † 1604 in Muri bei Bern) war ein Schweizer reformierter Theologe, Geistlicher und Kalendermacher.

## Leben
Johannes Huldrich Ragor war Sohn des Heinrich Ragor, der als Pfarrer und Dekan in Windisch wirkte. Er erhielt seine theologische Ausbildung an der Prophezei in Zürich. Am 17. März 1557 erhielt er eine Stelle als Lehrer an der oberen Lateinschule in Zofingen. Um 1560 kam er als Pfarrer nach Gränichen, bevor er Diakon in Zofingen wurde. Nachdem er sich in einen tödlich ausgehenden Streit in einem Wirtshaus eingemischt hatte, wurde er 1572 nach Herzogenbuchsee strafversetzt. 1587 erhielt er die Stelle als Pfarrer in Kirchberg bei Burgdorf. 1596 übernahm er die Pfarrstelle in Muri bei Bern, wo er bis zu seinem Tod wirkte. Er war mit Christina Egli verheiratet, der Schwester des Apothekers und Palästinafahrers Daniel Egli, dessen Reisebericht er der Veröffentlichung zuführte. Dieser Reisebericht erfuhr über die Jahrhunderte diverse Neuauflagen.
Ragor war nicht nur als Theologe in den Auseinandersetzungen um Samuel Huber engagiert, sondern verfasste spätestens ab 1564 Prognosen sowie später auch Kalender. Von seinen Schreibkalendern ist nur ein Exemplar aus dem Jahr 1585 überliefert.

## Werke (Auswahl)
- (Hrsg.): Joahnnes Manilus: Locorvm Commvnivm, Der Ander Theil. Vielfeltige/ schöne/ herrliche/ liebliche Exempel/ gleichniß/ sprüche/ rathschlege/ schutzreden/ geistliche vnd weltliche Historien/ geschichte/ grabschrifften/ gewisse probkünst der Artzney/ vnd dergleichen viel andere ernste vnd schimpfliche reden/ sachen/ hendel vnn thaten/ sampt einem historischen nützlichen Calender. […] Erstlich im Latein/ nachmals auch zum theil in Teutscher sprach an tag gegeben/ durch Johannem Manlium/ Jetzt aber im Teutschen auffs newe vbersehen/ dem Lateinischen in allem gleichförmig gemacht/ vnd an vielen orten gemehret vnn gebessert/ von Johann Huldreich Ragor. Feyerabend, Frankfurt am Main 1574.
- (Hrsg.): Daniel Ecklin: Reiß zum heiligen Grab. Meerfart so Daniel Ecklin gethan hat/von Arow gehn Hierusalem zum heiligen Grab: Was er in der zeyt gesehen vnd erlitten: Sampt einer kurtzen Beschreibung des gelobten Landts/ vnd der Statt Hierusalem/ wie es noch zu vnserer zeit gestaltet seye. Jetzund aber allen guthertzigen Lesern/ durch Hans Huldrich Ragor von Arow erstlich an tag geben. Basel 1575.
- Von den Erdbidem Ein Grundlicher bericht, was dieselbigen seyen, auß was vrsach sie enstanden, vnd auff was end hin sie beschehen. Perna, Basel 1578.
- Schreibkalender. Schmidt, Frankfurt am Main 1585 (wohl mehrere Ausgaben zuvor).
- Herr Johans Vlrich Ragorn, Pfarrherrn zu Kirchberg antwort. In: Wahrhaffter vnd grundtlicher Gegenbericht, auff Samuel Hubers neüwlich außgangnen vnwahrhafften Bericht, mit welchem er nicht allein die Theologen Eydtgenossischer Euangelischer Stetten, sondern auch jhre lehr auff das schmählichest antastet, vnnd fälschlich verleümbdet. Wolff, Zürich 1591.